# Ночь редиса

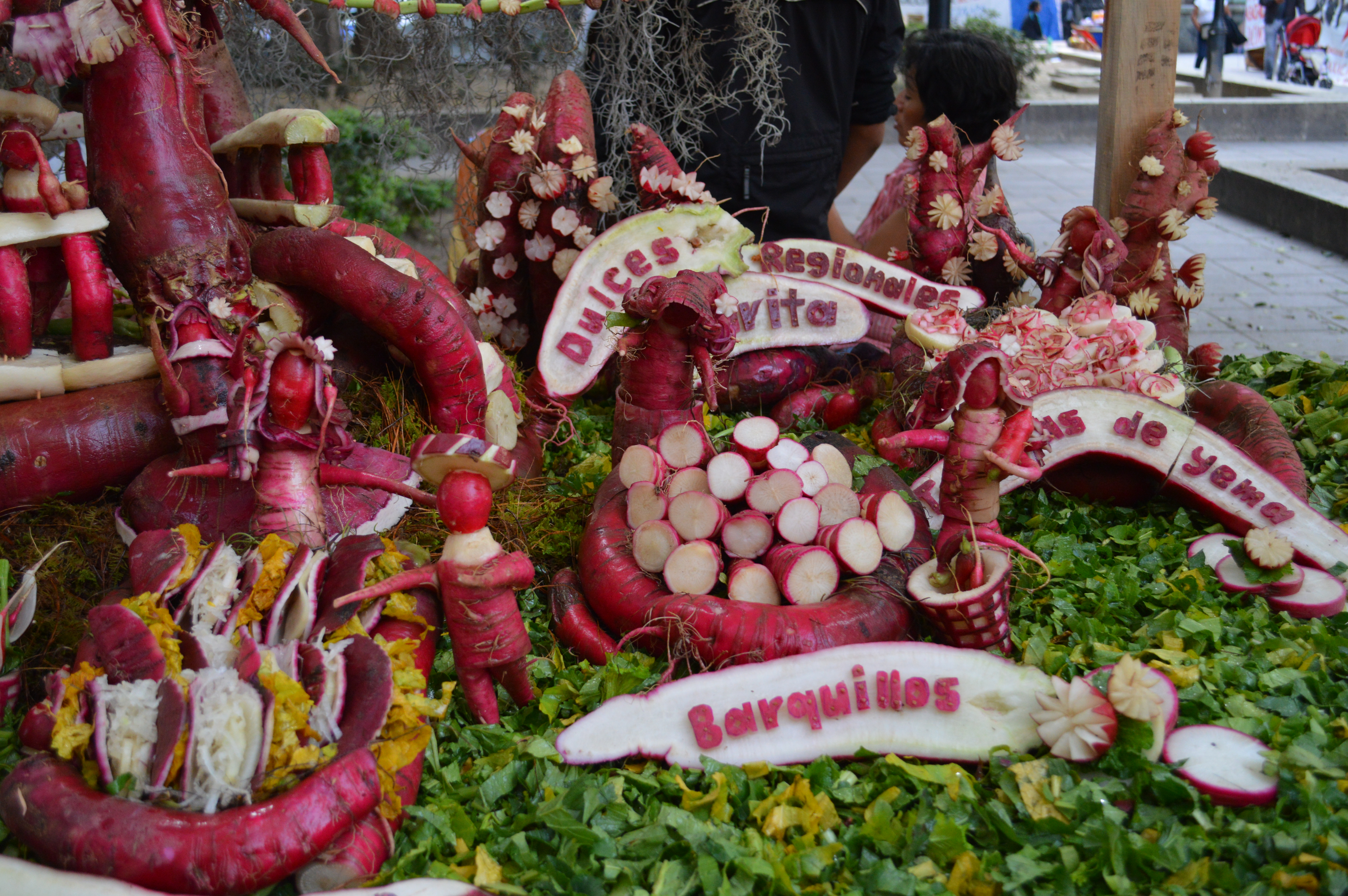

Ночь редиса (исп. Noche de Rábanos) — мексиканский праздник, ежегодно отмечающийся в городе Оахаке 23 декабря. Во время фестиваля мастера вырезают из гигантских корней редиса людей, животных, архитектурные строения. Жители вырезают из редиса различные фигуры и украшают ими рождественскую ярмарку. Фестиваль проводится с тех пор, когда испанские колонизаторы завезли в Мексику редис.
Оахака - город в Мексике, столица штата и административный центр одноимённого муниципалитета, известный своими мастерами резки по дереву. В 1897 году городские власти утвердили праздник в качестве ежегодного события, когда мастера соревнуются друг с другом за приз лучшей фигуре. Для карвинга специально выращивают крупные корни редиса, которые могут достигать 50 сантиметров в длину и весить до 3 килограмм. Мастера получают редис за 5 дней до праздника, чтобы те успели продумать свои произведения. Из-за того, что редис быстро увядает и композиции не могут простоять больше нескольких часов, выставка длится от обеда до раннего вечера, поэтому возникают огромные очереди, чтобы их посмотреть.